# Усолье-Жилкино
Усолье-Жилкино — село в Боханском районе Иркутской области России. Входит в состав Александровского муниципального образования. Находится примерно в 145 км к западу от районного центра.

## Население
По данным Всероссийской переписи, в 2010 году в селе проживало 36 человек (16 мужчин и 20 женщин).